# 소쇼

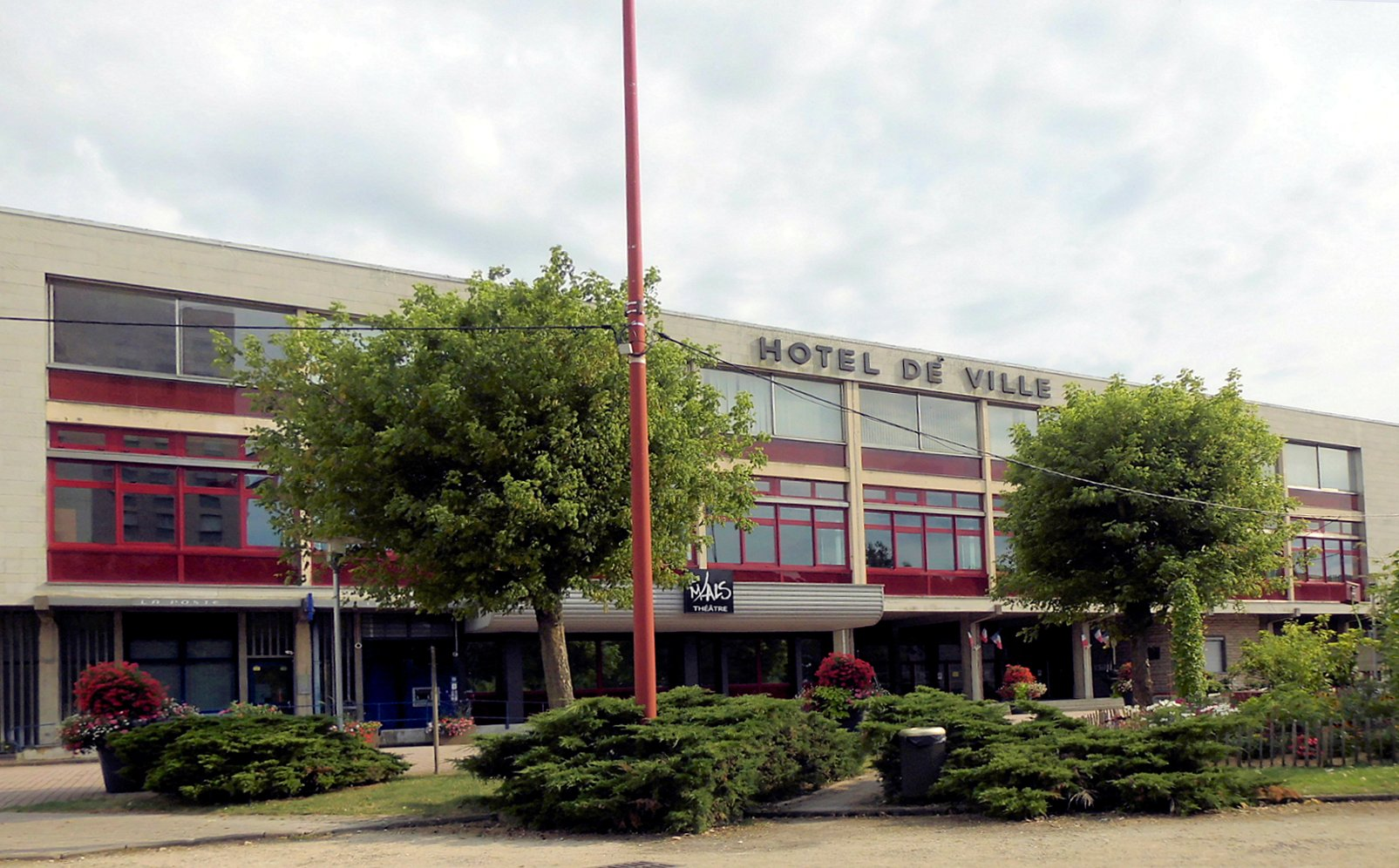
소쇼 시청

소쇼(Sochaux)는 프랑스 동부 두 주의 도시로, 독일 및 스위스와 맞닿아 있는 국경 도시다. 프랑스의 자동차 회사인 푸조사가 사업을 시작한 도시로, 현재 푸조 자동차 공장 및 푸조 자동차 공장이 있다.

## 인구
| 연도 | 인구  | ±%     |
| ---- | ----- | ------ |
| 1962 | 4,675 | —      |
| 1968 | 6,116 | +30.8% |
| 1975 | 6,344 | +3.7%  |
| 1982 | 5,254 | −17.2% |
| 1990 | 4,419 | −15.9% |
| 1999 | 4,491 | +1.6%  |
| 2008 | 4,212 | −6.2%  |
| 2012 | 4,002 | −5.0%  |

## 경제
푸조의 공장이 있다.

## 스포츠
프랑스 프로축구 리그1 소속의 FC 소쇼-몽벨리아르가 활동하고 있다.